# Termez
Termez (in uzbeko: Termiz, in farsi: ترمذ) è una città sita nell'Uzbekistan meridionale, al confine con l'Afghanistan, nonché capoluogo della regione di Surxondaryo. Il nome della città venne dato dai greci condotti da Alessandro Magno; il toponimo infatti significa in greco "caldo" o "posto caldo" (Thermo o Thermos). 
La città sorge sulle rive dell'Amu Darya, che divide l'Uzbekistan dall'Afghanistan; i due paesi sono collegati dal ponte dell'amicizia afghano-uzbeko.

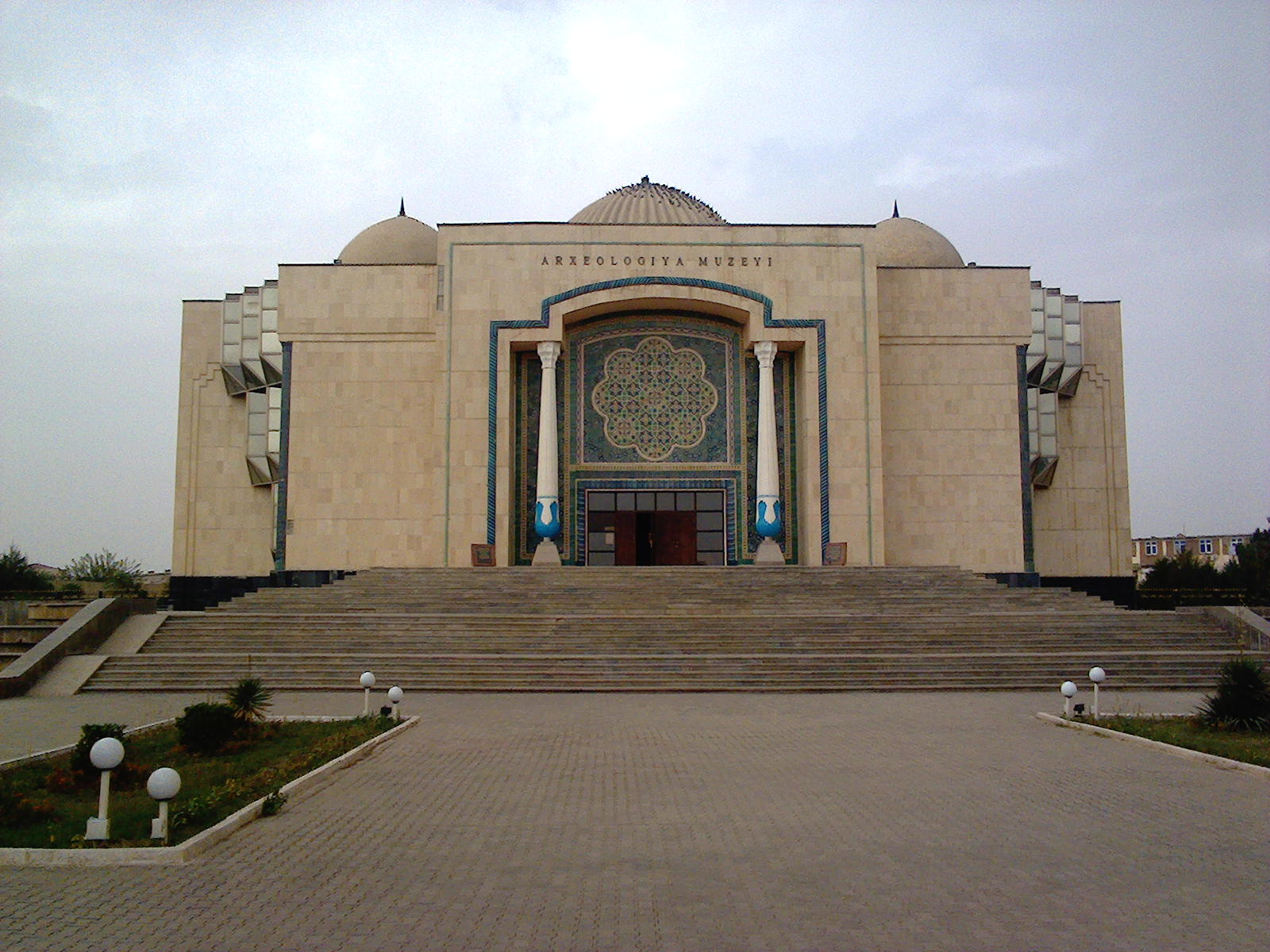
Il Museo Archeologico Nazionale

## Storia
Nei dintorni della città è stato scoperto un antico insediamento, il quale era popolato ai tempi del dominio greco-battriano (III - II secolo a.C.). 
Durante il periodo Kushan (I - II secolo d.C.) fu un centro buddista, culto poi soppiantato dall'Islam quando arrivarono gli arabi nel VII - VIII secolo d.C. Ai tempi di Tamerlano Termez continuò a prosperare, finché venne distrutta alla fine del XVII secolo.

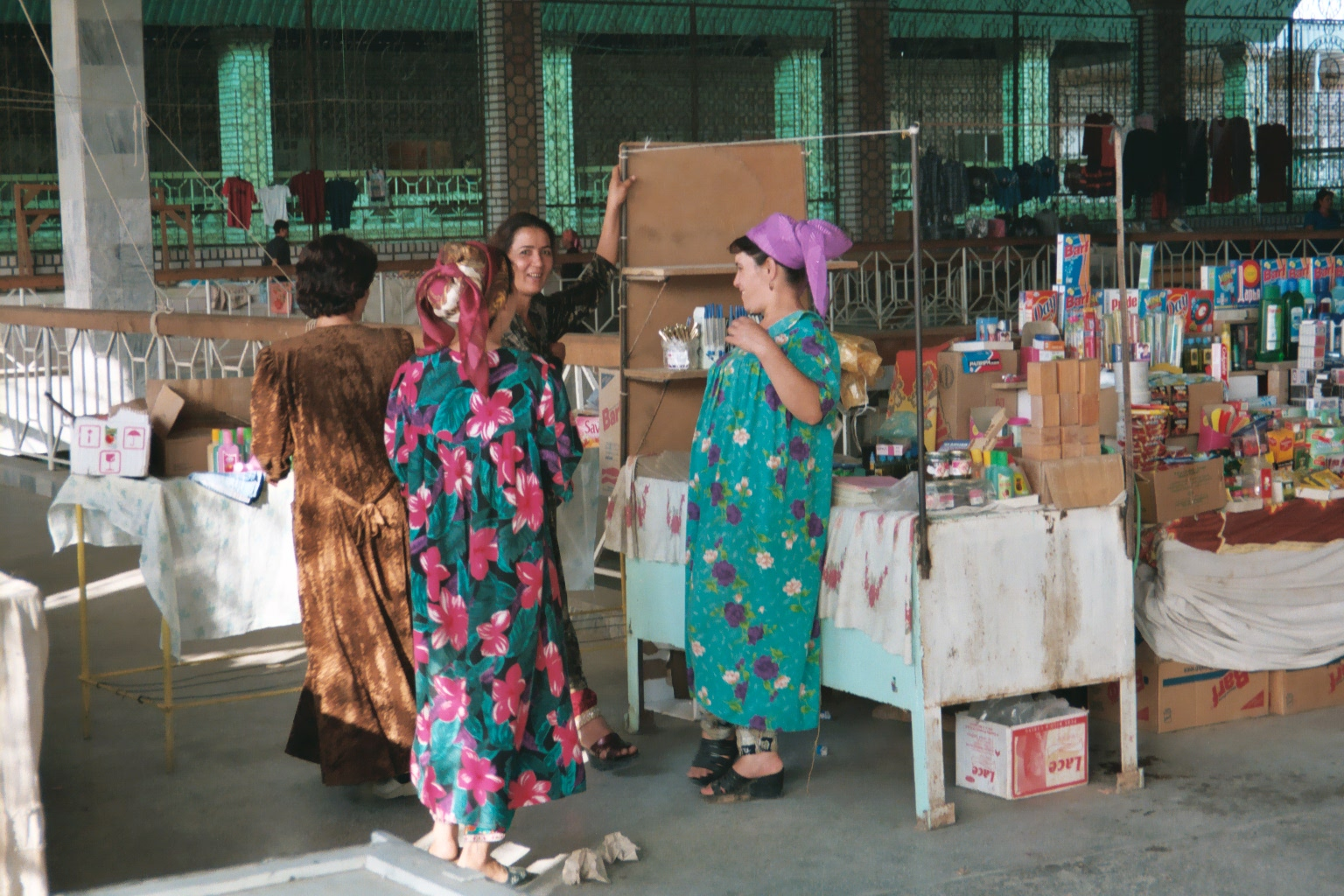
Bancarelle nel mercato di Termez

Nel 1897 la città moderna emerse come fortezza e guarnigione russa, l'importanza strategica del luogo è confermata dal fatto che Termez fu un importante punto di transito dell'Armata Rossa durante l'invasione sovietica dell'Afghanistan e al giorno d'oggi, la base aerea fornisce ancora appoggio ai contingenti tedeschi e olandesi dell'ISAF.

## Clima
| Termez (1991-2020) Fonte:   | Mesi         | Mesi         | Mesi        | Mesi        | Mesi        | Mesi        | Mesi        | Mesi        | Mesi        | Mesi        | Mesi         | Mesi         | Stagioni | Stagioni | Stagioni | Stagioni | Anno  |
| Termez (1991-2020) Fonte:   | Gen          | Feb          | Mar         | Apr         | Mag         | Giu         | Lug         | Ago         | Set         | Ott         | Nov          | Dic          | Inv      | Pri      | Est      | Aut      | Anno  |
| --------------------------- | ------------ | ------------ | ----------- | ----------- | ----------- | ----------- | ----------- | ----------- | ----------- | ----------- | ------------ | ------------ | -------- | -------- | -------- | -------- | ----- |
| T. max. media (°C)          | 10,7         | 13,4         | 19,6        | 26,9        | 33,2        | 38,2        | 39,8        | 38,0        | 33,0        | 25,9        | 17,9         | 12,0         | 12,0     | 26,6     | 38,7     | 25,6     | 25,7  |
| T. media (°C)               | 4,6          | 6,9          | 12,7        | 19,2        | 25,0        | 29,5        | 30,8        | 28,6        | 23,4        | 16,9        | 10,4         | 5,5          | 5,7      | 19,0     | 29,6     | 16,9     | 17,8  |
| T. min. media (°C)          | −0,2         | 1,8          | 6,8         | 12,1        | 16,1        | 19,4        | 20,0        | 17,3        | 13,7        | 9,1         | 4,7          | 0,7          | 0,8      | 11,7     | 18,9     | 9,2      | 10,1  |
| T. max. assoluta (°C)       | 23,9 (1953)  | 30,1 (2016)  | 37,3 (2018) | 38,7 (2006) | 43,6 (1936) | 46,5 (1940) | 47,0 (1944) | 46,3 (1947) | 41,5 (1997) | 37,5 (2013) | 33,5 (2017)  | 26,7 (1987)  | 30,1     | 43,6     | 47,0     | 41,5     | 47,0  |
| T. min. assoluta (°C)       | −23,9 (1949) | −21,7 (2014) | −7,9 (1937) | −2,0 (1956) | −0,1 (1989) | 11,4 (1962) | 12,9 (1941) | 9,3 (1974)  | 4,6 (1960)  | −4,2 (1949) | −11,0 (1950) | −18,4 (2002) | −23,9    | −7,9     | 9,3      | −11,0    | −23,9 |
| Nuvolosità (okta al giorno) | 6,4          | 6,4          | 6,6         | 6,0         | 4,6         | 2,0         | 1,0         | 0,7         | 1,0         | 2,7         | 4,9          | 6,2          | 6,3      | 5,7      | 1,2      | 2,9      | 4,0   |
| Precipitazioni (mm)         | 47           | 62           | 32          | 25          | 22          | 8           | 0,2         | 0,0         | 32,0        | 20,0        | 104,0        | 49,0         | 158,0    | 79,0     | 8,2      | 156,0    | 401,2 |
| Giorni di pioggia           | 7            | 10           | 11          | 8           | 5           | 1           | 1           | 0,2         | 0,0         | 3,0         | 6,0          | 8,0          | 25,0     | 24,0     | 2,2      | 9,0      | 60,2  |
| Nevicate (cm)               | 0            | 0            | 0           | 0           | 0           | 0           | 0           | 0           | 0           | 0           | 0            | 0            | 0        | 0        | 0        | 0        | 0     |
| Giorni di neve              | 4            | 3            | 1           | 0,03        | 0,1         | 0,0         | 0,0         | 0,0         | 0,03        | 0,1         | 1,0          | 3,0          | 10,0     | 1,1      | 0,0      | 1,1      | 12,3  |
| Giorni di nebbia            | 3            | 1            | 1           | 0,3         | 0,1         | 0,1         | 0,0         | 0,03        | 0,03        | 0,2         | 1,0          | 4,0          | 8,0      | 1,4      | 0,1      | 1,2      | 10,8  |
| Umidità relativa media (%)  | 77           | 71           | 66          | 57          | 45          | 36          | 36          | 38          | 45          | 53          | 65           | 76           | 74,7     | 56       | 36,7     | 54,3     | 55,4  |
| Vento (direzione-m/s)       | NE 2,7       | NE 3,3       | NE 3,5      | NE 3,4      | W 3,2       | W 3,0       | W 3,0       | W 2,7       | W 2,4       | NE 2,3      | NE 2,4       | NE 2,4       | 2,8      | 3,4      | 2,9      | 2,4      | 2,9   |